# 河野裕一
河野 裕一（こうの ゆういち、1963年11月10日 - ）  は、日本のバンド・有頂天のギタリスト。千葉県出身。血液型はA型。COU（コウ）と呼ばれている。

## 来歴・参加作品
- 1985年
  - 第4期〜有頂天に加入。（1991年解散）
- 1986年
  - 9月 有頂天 キャニオンレコードからメジャーデビュー。
- 1989年
  - 3月 鈴木慶一プロデュースによる 岩田麻里のアルバム『Girls beVicious』に岩田麻里 with BIG BOTTOM（Ba.KUBOBRYU(有頂天) Gt.COU(有頂天) Dr.KENJIRO(ばちかぶり) Key.TAKE HATANO） としてGuitar参加。[2] 岩田麻里 with BIG BOTTOMとしてクボブリュと共にライブにも参加。[3]
- 1990年
  - 1月 岩田麻里のアルバム『BourjoisCherry』にGuitar参加。
  - 4月 有頂天のアルバム『カラフルメリィが降った街』東芝EMI リリース。[4]「SHELL SHOCK」でリードボーカル担当。
- 1991年
  - SONIC SKYに加入。（1994年脱退）[5]
  - 9月 SONIC SKYのアルバム『OVER』キャプテンレコード リリース。「SAVE SONICS」「WORLD OF ELEGANCE」を三浦俊一と作詞作曲。
- 1992年
  - 戸川純 率いるYAPOOSに加入。（1995年脱退）[6]
  - 10月 YAPOOSのアルバム『Dadada Ism』東芝EMI / Pヴァインレコード リリース。「急告」「私は好奇心の強い女」を作曲。
- 1993年
  - 10月 水戸華ノ介 & エレカマニアのアルバム『1000年ビート』日本コロムビア リリース。Guitar, Backing Vocals担当。[7]
- 1994年
  - 6月 水戸華ノ介 & エレカマニアのアルバム『花ノ都』日本コロムビア リリース。Guitar, Backing Vocals担当。[8]
- 1995年
  - 6月 YAPOOS アルバム『HYS』日本コロムビア リリース。「ラブ・バズーカ」「少年A」「それいけ！ロリータ危機一髪」を作曲。

- 2002年
  - 7月 電撃ネットワークのアルバム『SASORI』日本クラウン（A&Rは久保隆）にミュージシャン参加。（COU E.Guitar＆A.Guitar:M-1，6、Kubobryu E.Bass:M-1，6，8）

- 2010年
  - 12月 YAPOOS『Hys Noise』DVDリリース。[9]

- 2014年
  - 12月 有頂天 再結成発表。[10] 現在も活動中。

- 2016年
  - 12月 有頂天の2枚組アルバム『カフカズ・ロック/ニーチェズ・ポップ』ナゴムレコード リリース。Disk2『ニーチェズ・ポップ』[11]「Not Departure」でリードボーカル担当。

- 2018年
  - 5月 レイニーウッドwith 中村耕一のLIVEにゲスト参加。[12]
  - 7月 森若香織（GO-BANG’S）のLIVE『kaolyriX Heaven』にゲスト参加。[13] [14]
  - 12月 森若香織（GO-BANG’S）のLIVE『kaolyriX season4 vol'1 in Heaven』にゲスト参加。[15] [16]

- 2019年
  - 3月 森若香織（GO-BANG’S）のLIVE『kaolyriX season4 GO-BANiX HEAVEN vol.2』にゲスト参加。[17] [18] [19] [20]
  - 戸川純のLIVE『Jun Togawa [1日早い] Birthday Live 2019』にゲスト参加。[21] [22]
  - 5月 戸川純 出演の北京イベント『Rye Music Festival 2019』にGuitar参加。[23]
  - 6月 森若香織（GO-BANG’S）のLIVE『kaolyriX season4 GO-BANiX HEAVEN vol.3』にゲスト参加。[24] [25] [26] [27]
  - 『TENSAW tribute party vol.2』セッション枠にてTHE DOBASHIでguitar参加、Japanese DisKoのLIVEにSaybow（TENSAW）と共にゲスト参加。[28] [29] [30]
  - 戸川純 の宮崎初公演『Jun Togawa Live in Miyazaki』にGuitar参加。[31]
  - 11月 POISON POPとJapanese DisKoのLIVEでJapanese DisKoに助っ人Guitar参加。[32] [33]

- 2020年
  - 12月 KERA のLIVE『KERA solo live 2020』にゲスト参加。[34] [35] [36]

- 2022年
  - 7月 TENSAW＆Char Tribute LIVE『IT'Sヨコシマな夜！』にJapanese DisKo with COU（from有頂天）としてゲスト参加。 [37]
  - 10月 POISON POP 『Monthly Live No.17』With Japanese DisKo にクボブリュと共にゲスト参加。 [38] [39]

- 2023年
  - 5月 『宇治茶屋 vs Japanese DisKo with COU』にJapanese DisKo with COUとしてフル出演。 [40] [41]

- 2024年
  - 2月 『POISON POP Monthly Live No.30』にJapanese DisKo with COUとしてフル出演。45年ぶりにJapanese DisKoのGt.鈴木あんちゃんと組んでいたバンド倭寇のオリジナル曲「F◯◯K YOU」を演奏、TENSAW「Go-round」ではリードボーカルを務める。[42] [43] [44]
  - 6月 戸川純 出演の中国・青島で開催されたフェス 『Action Airport Music Festival』（青岛艾克什机场音乐节）にGuitar参加。[45]

### その他の活動
- GO→BANG'SのサポートGuitar。[46]
- ゴーシ [47]（メンバーはvocal：対馬照、drums：大竹尚、bass：塚原英敏、guitars：河野裕一）
- THE WHA（メンバーは久保（クボブリュ）、渡辺、衛藤（衛藤浩一 ex-THE GOOD-BYE）、河野。有頂天のプロモーションの為のバンド。名前の由来は THE WHOが好きだから。- 当時の公認ファンクラブ『Let's WILD』- 会報より。）[48]